# オクトー 〜感情捜査官 心野朱梨〜
『オクトー～感情捜査官 心野朱梨～』（オクトー かんじょうそうさかん しんのあかり）は、2022年7月7日から9月8日まで読売テレビ制作・日本テレビ系「プラチナイト」木曜枠内「木曜ドラマ」で放送されたテレビドラマ。主演は飯豊まりえ。
タイトルの「オクトー（octo）」とはアメリカの心理学者ロバート・プルチックが提唱した理論「プルチックの感情の輪」における「喜び・信頼・恐れ・驚き・悲しみ・嫌悪・怒り・期待」の8つの基本感情を指す用語である。
2024年10月3日から12月12日まで同枠にてシーズン2が放送された。
本稿では便宜上、第1作を「S1」、Season2を「S2」の略称で表記する。

## あらすじ
人の感情が「色」で見える特殊な力を持つ刑事・心野朱梨は、愛、悲しみ、怒り、嫌悪などの事件の動機となる感情を読み解き、エリート崩れの刑事・風早涼とバディを組み、真犯人を見つけ出す。

## キャスト

### 主要人物
心野朱梨（しんの あかり）〈28 → 30〉
演 - 飯豊まりえ（13歳時：渡邉心結）
神奈川県警 東神奈川署 刑事第1課強行犯1係、巡査部長（S1）。
→ 警視庁 刑事部 捜査第一課強行犯八係、警部補（S2）。
15年前、両親が殺害された事件以降、人の感情が色として見えるようになる。
取り調べ時に捜査対象を観察し、確認される感情の色をパステルでスケッチブックに記録して、心理状態の変化を読み解く。
写真や動画では感情の色を読み取れないが、自身の意思とは無関係に感知してしまい、多くの感情が飛び込んでくると疲弊するため、街中ではフード付きのコートで顔を隠し他人の感情を遮っている。グミが好物。
2年後、警察庁から警視庁へ出向した風早に呼び寄せられるかたちで警視庁へ出向することになった。
風早涼（かぜはや りょう）〈30 → 32〉
演 - 浅香航大（幼少期：高須敦斗）
神奈川県警 東神奈川署 刑事第1課強行犯1係 係長、警部補（S1）。
→ 警視庁 刑事部 捜査一課強行犯八係 係長、警部（S2）。
朱梨の相棒（S1）。
警察庁から神奈川県警へ異動させられたエリート刑事。かつて県警が押収した麻薬を上司が横流ししている証拠を掴み告発したが、上層部から揉み消されている。
平安は彼が幼少の頃に離別した実の父であり、異動の目的は東神奈川署の内偵のための密命であったと真意を察する。
平安が15年前の事件の責任を取り辞職し、東神奈川署の内偵の目的を終えたことから、小野寺の逮捕を見届け警察庁に復帰する。
その後、警察庁から警視庁へ出向。捜査一課八係の係長になった。s2にて山神を殺害した犯人として逮捕され、朱梨からは「恐れ」の感情が見えるようになり、朱梨は何か隠していることがあると疑う。
滝沢美空（たきざわ みく）〈26〉
演 - 影山優佳（S2）
警視庁 刑事部 捜査一課強行犯八係、巡査。
朱梨の相棒（S2）。
ノンキャリアで警視庁に入庁。交通課での交番勤務を経て、所轄署の刑事課へ配属。1年前に本庁の刑事課へ配属された。学生時代は陸上部。明るい性格。

### 周辺人物
心野紫織（しんの しおり）〈35 → 37〉
演 - 松井玲奈
朱梨の7つ年上の姉。スポーツ整形外科医を目指すも、15年前の事件で両親殺害の犯人から朱梨を庇い、刃物で刺されたことを境に感情を失い、会話もできない状態で入院生活を続けている。
虚空を見つめるその瞳からは、朱梨の特殊能力をもってしても何の色も確認できない。
15年前の小野寺による両親殺害の原因が、彼からストーキングされていた自分であると思い込み、その絶望の大きさから自ら感情を閉じ込めていたが、そのことを知った朱梨から感情を閉じ込める必要はないと涙ながらに訴えかけられたことで、これまで閉ざしていた感情をわずかに解放し、悲しみの感情から涙を流す。

### レギュラー（S1）

#### 神奈川県警 東神奈川署（S1）
雲川幸平（くもかわ こうへい）〈44〉
演 - 山中崇（S2 第5話 - 第7話）
刑事第1課強行犯1係 課長代理。警部。
半信半疑ながら、朱梨の特殊能力を肯定している。
密偵を雇い調査させ、風早を内偵に仕向けた人物が平安で、彼が風早の実父であることを突き止め、また、15年前の朱梨の両親殺害事件に捜査員として関わっていたことから、当時県警のバディであった小野寺大伍の消息も探し続けていた。
15年前に警察が押収した薬物を横流した疑惑があったため、風早の内偵のターゲットになっていたが、風早にそれを否定し、真犯人は元同僚の小野寺であると語る。
その後も密偵を使い小野寺の調査を行わせ、小野寺の潜伏先から入手したガラケーが15年前の事件の真相を解明する手掛かりとなる。
南条貴広（なんじょう たかひろ）〈33〉
演 - ニシダ・コウキ（ラランド）（第1話 - 第3話・最終話）
刑事第1課強行犯1係の巡査部長。片倉中央署から昨年異動してきた。
片倉中央署在籍時、雛見すみれに一方的に恋心を抱き、付き合うよう脅迫。断られると殴って負傷させていた事実を朱梨たちに掴まれ、自主退職する。
北村聡子（きたむら さとこ）〈24〉
演 - 日比美思（S2 第5話 - 第7話）
刑事第1課強行犯1係の巡査。朱梨の後輩。

#### 朱梨の関係者（S1）
甲本祐希（こうもと ゆうき）〈40〉
演 - 臼田あさ美（S2 第7話 - 第10話）
精神科医。紫織の主治医。朱梨の能力を突き止め、紫織の感情を呼び戻す手助けをするために朱梨の能力を研究する。
15年前、小野寺大伍は当時の交際相手で、その小野寺が朱梨の姉・紫織に好意を抱き、自分から離れていきそうになっていることに気づく。薬物を横流ししていた小野寺が紫織と交際するには彼女の父で横流しの事実を知る陽介を殺害するしかないとそそのかし、シリアルキラーの綿貫の犯行に偽装することを提案、小野寺を朱梨の家族を死傷する凶行に誘導し、小野寺から自分への信頼と服従の感情を引き出し、彼の心を引き止めていた。また、紫織の感情が回復しないよう、治療どころか感情に蓋をするよう働きかけていた。
感情が見える共感覚を持つ朱梨と、感情を失った紫織には、医師として単純に被検体として興味を持ったため接触したと朱梨に語る。
心野陽介（しんの ようすけ）〈享年44〉
演 - 豊本明長（東京03）（S2 第9話・第10話）
朱梨と紫織の父。東神奈川署刑事第1課の刑事。警部。雲川や小野寺の上司。15年前の事件によって他界。
心野彩（しんの あや）〈享年44〉
演 - 柳下季里（S2 第9話・第10話）
朱梨と紫織の母。15年前の事件によって他界。

#### その他（S1）
平安衛（ひらやす まもる）〈59〉
演 - 船越英一郎
警察庁次長。次期警察庁長官候補の一人。風早を特命で東神奈川署に異動させた人物。風早は実子で、彼が幼少の頃に離別している。
15年前、東神奈川署の署長を務めており、部下であった心野陽介とは友人で、朱梨と紫織に両親殺害の犯人の検挙を誓う。
押収した薬物を小野寺が横流ししていたことに気づいた陽介を小野寺が殺害したことを突き止めていたが、陽介が逮捕しようとしていた綿貫の犯行とすることで、警察組織が一丸となって綿貫を逮捕する口実を作るため、小野寺の犯行を見逃していたと風早に打ち明ける。しかし、所詮は警察組織のメンツを守るための詭弁であると風早に断罪されたことから、15年前の事件の真相を記者会見を開き公表し、真犯人の小野寺を指名手配し、警察庁次長の職を退任する。
刑事になった朱梨に対し活躍を期待していると発言していたが、その際、罪悪感の色を発していたことを朱梨は見逃していなかった。
小野寺大伍（おのでら だいご）〈43〉
演 - 片桐仁（第5話・第6話・第8話 - 最終話）
元東神奈川署 刑事第1課の刑事で雲川の元バディ。平安次長と繋がりを持つ。現在は葬儀スタッフに転身している。
朱梨から15年前の両親殺害の際に現場にいた男と同じ黒い色の感情を感じ取られる。
15年前、警察が押収した薬物を横流ししていたことを朱梨の父・陽介に突き止められ、警察を辞職するよう迫られたため、口封じに陽介と彼の妻・彩を殺害、シリアルキラー綿貫の犯行に偽装するため、手のひらにX字の傷をつけていた。
当時、東神奈川署の署長だった平安に心野夫婦殺害の事実を突き止められるが、警察のメンツを守ろうとした平安に犯行を見逃される。
平安が事件の真相を公表したことで指名手配されると、東神奈川署に自首し、取り調べする朱梨に感情の色を見て、姉の紫織の感情を知ったところでどうなるかと訴える。その際、朱梨が説明していない、知るはずのない感情の色を語り、雲川が密偵に探らせていた小野寺の潜伏先から、医師の甲本と一緒に映るガラケーの写真が見つかったことで、甲本が交際相手であった事実が掴まれる。
15年前、甲本から気持ちが離れ、紫織と交際したい気持ちを抱くようになったことを逆手にとられ、甲本にそそのかされて朱梨の両親を殺害し、朱梨を殺害するのを庇った紫織を負傷させるが、甲本から感情をコントロールされたために、様々な感情の色が混ざり合い、黒い色の感情を発するようになっていた。15年前の凶行の経緯と、黒の感情の謎が解明されると県警本部に連行、逮捕される。
綿貫猛司（わたぬき たけし）
演 - こがけん（第2話・第6話・第8話・第9話）
15年前、朱梨と紫織の両親を殺害したとされる連続殺人の容疑者。殺害した相手の手のひらにX字の傷をつけるシリアルキラー。朱梨の両親を殺害した直後、帰宅した朱梨と紫織も口封じに殺害しようとするが、通報で警察が駆け付けたため逃走。その後、自殺した遺体が発見され、被疑者死亡で書類送検された。
後に朱梨の両親殺害事件と同じ日に発生した、不動産店社長夫婦殺害事件の容疑者・家長敏則が営む喫茶店に来店していたアリバイが証明され、朱梨の両親殺害事件の犯人ではなかったことが判明する。周囲には「近藤竜馬」の偽名を使っていた。

### レギュラー（S2）

#### 警視庁 刑事部捜査一課（S2）
今西湊人（いまにし みなと）〈24〉
演 - 岩瀬洋志
強行犯八係の警部補。キャリア組。
坂東俊之介（ばんどう しゅんのすけ）〈43〉
演 - 浜野謙太
強行犯八係の巡査部長。三児の父親で、長女は中学3年生の受験生。

#### 美空の関係者（S2）
滝沢晴馬（たきざわ はるま）〈23〉
演 - 高野洸
美空の3つ下の弟。大学進学のために上京してきた。

#### その他（S2）
クリット・ウォンラット〈29〉
演 - Sapol Assawamunkong（Great）
朱梨と似たような特殊能力を持つタイ出身の容疑者。タイで飲食店をプロデュースする実業家。日本の食材を買い付けに来日し、都内在住のエンジニア・一ノ瀬伸明を殺した容疑で逮捕される。物に残された感情を読み取ることができる。実はタイ警察の公安捜査官で山神を追って日本まで来た。
チャーノン・サエタン
演 - 小波津志（PSYCHIC FEVER from EXILE TRIBE）
正体不明だったが、第10話でタイ公安警察官であることが明かされる。クリットの元バディ。3年前、山神を捜査中に銃で撃たれて殉職している。
二見智子〈当48〉
演 - 和田光沙
紫織が通う自助グループ「安らぎの輪」の代表。
山神淳〈45〉
演 - 安井順平（第6話 - 最終話）
社会福祉や人材派遣業など複数の事業を手掛ける実業家。二見智子の件で風早から聴取される。

### ゲスト（S1）

#### 第1話（S1）
宇野渕咲子（うのぶち さきこ）
演 - 本田望結（最終話）
飛び降り心中をSNSで示唆し、負傷するが生存した未成年の女性。朱梨には「期待」を示すオレンジ色が確認される。
「ウサギ」のアカウント名でパパ活を行い、稼いだ金をホストの神城ユウマに貢いでいた。
承認欲求を拗らせ、死を覚悟のうえで世間からの注目を浴びるため心中を行ったが、世間の注目はやがて薄れゆくことを朱梨から指摘されると、瞳から「後悔」の色を放つようになる。
岩田川俊介（いわたがわ しゅんすけ）
演 - 芝大輔（モグライダー）
咲子との飛び降り心中で亡くなった男性。実は咲子の彼氏ではなく、心中の3時間前に出会った行きずりの男。
神城ユウマ（かみしろ ゆうま）
演 - 浅野竣哉
花園町のホスト。咲子が未成年だと薄々感じつつも、売り上げのために彼女に貢がせていた。
岩田川
演 - 岸田真弥
岩田川俊介の父親。
男性
演 - 鈴木輝生
繁華街で咲子と男がもめているところを目撃した男性。
看護師
演 - 羊華（第5話）
心野紫織が入院し、甲本祐希が勤めている病院の看護師。

#### 第2話（S1）
鈴本千弦（すずもと ちづる）
演 - 橋本マナミ（最終話）
小説家。402号室の住人。夫・拓人の死で悲しみに暮れるはずが、朱梨には「喜び」を示す黄色が確認される。
実は小説の執筆に支障をきたす騒音を出していたという理由から、夫・拓人と上階の吹田を心中に偽装して殺害していた。
鈴本拓人（すずもと たくと）
演 - 吉岡睦雄
千弦の夫。自宅マンションの真上に住む吹田美琴の部屋で、腹部に刃物が刺さった遺体が彼女の遺体と共に発見される。生前、美琴に指輪をプレゼントしており、不倫の末の痴情のもつれによる心中と推測された。ドビュッシーの「月の光」が好きなクラシック音楽愛好家。千弦とともに美琴の部屋からの騒音に悩まされていた。
実は編集者との打ち合わせで千弦が不在の際、鳴島響子がいる隣室の401号室で彼女と不倫していた。
鳴島響子（なるしま きょうこ）
演 - あいなぷぅ （パーパー ）
鈴本家の隣の401号室の住人。奏一の妻。
実は鈴本拓人と不倫しており、情事に及び部屋をきしませ騒音を立てていた。風早たちの聞き込み捜査の際、千弦が近づくと恐怖の色を発したことから、朱梨に拓人の不倫相手と確信させた。
鳴島奏一（なるしま そういち）
演 - 野澤剣人
響子の夫。風早たちの聞き込み捜査で、「何もしていないのに騒音を起こしていると勘違いされ、千弦から壁を叩かれ抗議されていた」と証言する。
吹田美琴（ふきた みこと）
演 - 浦郷絵梨佳
鈴本家の真上の502号室に住む女性。キャバ嬢。刃物で数ヵ所刺された遺体が鈴本拓人の遺体と共に自室で発見される。深夜に部屋に人を連れ込み騒いで騒音を立てていた。
看護師
演 - 原田もも子
13歳の心野朱梨が事件後入院した病院の看護師。
警官
演 - 中川あきら
15年前の事件当時、心野家を訪ねてきた交番の警官。

#### 第3話（S1）
鳥飼一輝（とりかい かずき）
演 - 若林時英（最終話）
あおり運転、暴行の容疑者。朱梨には「嫌悪」を示す紫と「信頼」を表す黄緑色が確認される。
朱梨の特殊能力に興味を示し、自分の感情の色が何色かを質問し、鳩崎への暴行を否定する。
幼馴染のすみれを暴行した南条を片倉中央署に抗議しに行くが、普段の素行の悪さから相手にされなかったため、警察にバス停での南条の暴行の件を気付かせる目的で、敵対するグループの鳩崎を金で懐柔して、バス停の防犯カメラの前で暴行事件の狂言を働いていた。
雛見すみれ（ひなみ すみれ）
演 - 本田仁美（AKB48）
鳥飼の幼馴染。
実は片倉中央署在籍時の南条から一方的に好意を持たれて付きまとわれ、夜にバス停前で南条ともめた際に頭部をぶつけて負傷している。このことを抗議するため片倉中央署に行ったが、南条の上司に隠蔽されてしまい泣き寝入りしている。いまだに暴行事件のフラッシュバックで苦しんでいる。
鳩崎優太（はとざき ゆうた）
演 - 早川進人
鳥飼によるあおり運転、暴行の被害者。鳥飼のグループと敵対するグループのメンバー。事件後、鳥飼の仲間たちから報復を受け、口が利けない程の重傷を負い入院する。
実は鳥飼からあおり運転の被害者のふりをするよう、金を渡され頼まれていたいたことが判明する。のちに県議会議員の息子であることがわかる。
少年
演 - 奈良原大泰（現・米良まさひろ）、川畑亮人、三河悠冴
鳥飼一輝の仲間。
少年
演 - 朝里升尋、加治木滉人、坂口拓也
鳩崎優太の仲間。
警察署員
演 - 岡部光祐、望月雅行
警察署の制服警官。
警察上層部
演 - 井上智之（第1話）
不正を告発しようとする風早涼に圧力をかける上層部。
バス会社社員
演 - 春木生
神奈川交通の社員。保管されている西片倉町三丁目バス停の防犯カメラの映像を朱梨と風早に提供する。
女子生徒
演 - 宮下莉里花、中村茉衣
バス停で「大丈夫ですか？」と朱梨に声をかける。
- 松川真也

#### 第4話（S1）
佐久巻麻美（さくまき あさみ）〈30〉
演 - 徳永えり（最終話、幼少期：中村彩乃）
東神奈川記念病院 看護師。入院患者の葛木花恵を殺害した容疑で逮捕され、容疑を認める。朱梨には「喜び」を示す黄色が確認される。
実は幼い頃から母親の百合子から医者になることを強要される教育虐待を受け、自身の意思を踏みにじられ続けており、嘱託殺人を依頼してきた葛木花恵を殺害することで、母・百合子に「殺人犯の母親」の非難を浴びさせる復讐を企てていた。
葛木かんな（かつらぎ かんな）
演 - しゅはまはるみ（最終話）
人気料理研究家。花恵の娘。母を殺した佐久巻麻美に対する怒りの赤色は見えたが、大切な母を失ったはずが、朱梨は悲しみを表す青色を見ることができなかった。
実は世間からの注目を浴びるため、認知症の母を介護する娘を演じることに快楽を得る代理ミュウヒハウゼン症候群で、高齢者が服用すると認知症を誘発する胃薬を混入させたムースを母に食べさせたり、骨折させるなどする虐待を行っていた。佐久巻麻美が花恵を殺害したことで、母が自分の支配下から奪われたことに対し、麻美に怒りの感情を発していた。
葛木花恵（かつらぎ はなえ）〈75〉
演 -松金よね子
認知症を患う入院患者。佐久巻麻美に点滴に大量の空気を注入され殺害される。
実は娘のかんなから高齢者が認知症を誘発する胃薬を混入されたムースを与えられていることに気付いており、娘が虐待で犯罪者となることを避けるため、佐久巻麻美に嘱託殺人を依頼していた。
佐久巻百合子（さくまき ゆりこ）
演 - 今藤洋子
麻美の母。東神奈川署を訪れ、娘の無実を訴える。
実は自身が大学生の頃、麻美を妊娠したために医者になれなかったと、麻美に医者になるよう強要する教育虐待を働いていた毒親。娘が看護師になった後も結婚を強要し、産まれてくる孫を医者にしようと支配し続け、麻美を追い詰めていた。
情報屋
演 - 嶋田久作（第5話）
雲川からの依頼で風早を身辺調査し、彼が平安次長の実の息子で、内偵のために東神奈川署へ送り込まれた、という調査結果を報告する。
また雲川のバディであった元刑事の小野寺大伍の行方捜しも依頼されており、葬儀会社のスタッフとなっていることを報告する。
参列者
演 - 根岸晴子、矢野暎約子
15年前の心野家の葬儀の参列者。
看護師
演 - 勝又絢子
佐久巻麻美の同僚。
リポーター
演 - 松田朋子
葛木花恵不審死事件をテレビで報じるリポーター。
記者
演 - うをとも、中村隆希、桜堂春
葛木かんなに母親虐待の真相を問いただす記者。

#### 第5話（S1）
潮田昴（しおた すばる）
演 - 浅利陽介（最終話）
望月病院の院長・暁子の秘書。
暁子の葬儀で「彼女を殺害した犯人がいる」と暁子の夫・経二郎を人質に葬儀会場に立てこもる。朱梨は「驚き」を表す水色を確認する。暁子が遺産の半分を相続させると遺言書に記していたことから、彼女の愛人でないかと、暁子の息子たちから疑いの目を向けられる
実は暁子が経二郎と結婚する前に交際していた男性・木暮満との間に生まれた暁子の実子で、没交渉となった父と母を再会させるために動いていた。しかし暁子が亡くなり、会わせることができる最後の機会である葬儀にトンネル事故で父が遅れ、その機会もダメになりそうだったため「驚き」を表す水色を発しており、立てこもり事件を起こし、父が葬儀会場に到着するまでの時間稼ぎをしていた。

望月経二郎（もちづき けいじろう）
演 - 佐戸井けん太
暁子の夫。実は潮田が暁子の実子であることに感づいていた。
望月暁子（もちづき あきこ）
演 - 千葉雅子（青年期：愛理）
望月病院の院長。故人。朱梨が15年前の事件のショックで入院していた頃に温かくサポートした恩人。
潮田が自身の実子であることに気付き、遺言書に財産の半分を潮田に相続させることを記していた。
木暮満
演 - 高橋ジョージ（35年前：渡辺潤）
潮田昴の父親。望月暁子が望月経二郎と結婚する前の交際相手で、暁子の両親からミュージシャンで生活が不安定なことから結婚を反対され離別する。最後に暁子と会える機会である彼女の葬儀にトンネル事故に巻き込まれ到着が遅れてしまう。
望月郁人
演 - 板倉武志
暁子の長男。医師。実は医療過誤を起こし、暁子から病院を追放されそうになっていた。
望月生弥
演 - 田辺歩
暁子の次男。実は銀座のホステスと浮気している。
望月八葉
演 - yukino
暁子の長女。
鐘井雅彦
演 - 桜井聖
望月家の顧問弁護士。暁子の遺言書を読み上げる。
望月アワコ
演 - 佐分利眞由奈
生弥の妻。
望月チエミ
演 - あいだあい
郁人の妻。
葬儀屋スタッフ
演 - 上島信彦、イワタキユウヤ、松林慶知

リポーター
演 - 早川茉希
立てこもり事件を中継するテレビのリポーター。

#### 第6話（S1）
円山宗吾〈42〉
演 - 尾上寛之（最終話）
華道家。円山流の元家元。交通事故による解離性健忘症で記憶の一部を喪失している。事故を起こした車のトランクから大量の血痕と血の付いたナタ、スコップが発見され、誰かを殺害し、遺体を埋めた容疑が浮上する。朱梨は彼から、「不安」を表す薄緑色を確認する。
実は脳梗塞の後遺症で色覚異常となり、朱梨が感情の色の話をする度に色覚異常が発覚するのではないかと「不安」の薄緑色を発していた。不倫スキャンダル後も自身を尊敬し続ける弟子の三隅が、自分のために菱田を絞殺してしまったのを庇うため、菱田の絞殺遺体を刃物で滅多刺しにして、自分が殺害したとして身代わりとなろうとしていた。
三隅遥斗
演 - 坪根悠仁（最終話）
円山宗吾の弟子。師匠に心酔している。
不倫スキャンダルや色覚異常の秘密を知っても見捨てず、色覚異常のハンデを補うため、密室で円山とともに彼のゴーストとして花を活けていた。師匠の色覚異常の秘密を掴み恐喝していた菱田に憤慨し、彼の首を絞め殺害してしまう。
菱田芳郎
演 - コウメ太夫
「ヒシちゃん」の名でゴシップ系動画を配信する元週刊誌記者。3年前、円山宗吾の複数人との不倫を暴露し、それが原因で円山は家元の座と家庭を失っている。円山が交通事故を起こす直前に最後に電話をかけた相手で、その後失踪しており、朱梨が地図で指示した円山が「警戒」の色を示した山中に滅多刺しにされた遺体が遺棄されているのを発見される。
しかし遺体には絞殺痕があり、検死の結果、爪の間から円山の弟子・三隅の皮膚片が検出される。
円山泉
演 - 佐藤ケイ
円山宗吾の妹。不倫スキャンダルで円山流の家元の座を追われた兄に代わり、家元を継いでいる。
通行人
演 - 春木生（新聞配達）、加賀谷圭（軽トラを運転する男性）、藤田啓介（声をかけられ驚く男性）
朱莉が聞き込みをする通行人。

#### 第7話（S1）
成海道子
演 - 室井滋（特別出演、最終話）
「おそうじ たにし」清掃員。同僚の川瀬を殺害した容疑者。殺害を自供するが、動機は語らない。朱梨は道子から、何の感情も読み取ることができない。自身をとまった虫を殺すウツボカズラに例え、「殺意がなくただ殺しただけ」と供述し、感情を見出そうとする朱梨に対し「傲慢だ」と言い放つ。
7歳の頃、女癖の悪かった父を母が目の前で殺害後に自殺。その後、親戚の家をたらい回しにされ、18年前に夫が駅のホームから飛び込んだ若者を救助しようとして電車にはねられ亡くなるなど凄惨な人生を歩み、それ以来、感情を失っていた。
実は末期の膵臓ガンを患っており、「『もっと生きたい』とも『早く死にたい』とも感情が湧かないのは死んでいるのと同じだ」と考え、未亡人となった川瀬の妻が怒りを向ける相手となることで、生きている役割を見出そうと、「川瀬を殺害した」と偽証していた。そのように自白する成海から朱梨は深い悲しみの感情を読み取る。
川瀬洋和〈73〉
演 - ベンガル
成海道子に屋上から突き落とされ殺害されたとされる「おそうじ たにし」清掃員。
実は18年前、帝都電機に務めていた時、部下の小池が彼の厳しい指導を苦に駅のホームから飛び込み自殺し、成海の夫も巻き添えで亡くなったことから道義的責任を取り退職していた。高所からの転落は成海から突き落とされたためではなく、清掃作業中に誤って転落した事故だった。
清掃スタッフ
演 - 日野陽仁
川瀬が殺害された時に一緒に清掃作業をしていた「おそうじ たにし」スタッフ。清掃現場だったビルの屋上に休憩が終わっても戻ってこない川瀬と成海の様子を見に行くと、ちょうど成海が川瀬を突き落とす場面を目撃したと証言していた。だが実は成海に金を渡されたうえでの偽証だったことが判明する。
川瀬佐和子
演 - 大西多摩恵
川瀬洋和の妻。夫の死後、夫にプレゼントしたハンカチが「奥様にお返しします」と書かれた手紙と共に成海から返却され、夫と成海は不倫関係だったのではないかと激しい悲しみと成海に対する怒りを発する。
社長
演 - キンタカオ
成海と川瀬が勤務していた清掃会社「おそうじ たにし」の社長。朱梨の事情聴取に、成海は人を殺すようには見えなかったと答える。
医師
演 - 町井祥真

#### 第8話（S1）
戸田大和
演 - 濱田龍臣（第9話・最終話、幼少期：山田暖絆）
大学の先輩・タクミを負傷させた暴行事件の容疑者。朱梨は彼の目から、「怒り」を表す赤を確認する。15年前に発生した不動産店社長夫婦殺害事件の容疑者・家長敏則の息子で、事件により世間から誹謗中傷を受け、親戚中をたらい回しにされ辛い幼少期を過ごす。今回の暴行事件は殺人犯の息子の心に内在する暴力性がなせる業であると、自分自身を卑下していた。
庭木由香子の証言から、不動産店社長夫婦殺害事件の犯行時刻に父にアリバイがあったことが判明し、父の無実が証明され涙を流す。
庭木由香子
演 - 山田キヌヲ（最終話）
家長が営んでいた喫茶店「りんどん」の常連客だった庭木元春の妻。朱梨は彼女から後悔の色を確認する。15年前に起きた不動産店社長夫婦殺害事件の捜査で、警察から容疑者の家長敏則について事情聴取を受ける。
実は殺害時刻に夫のDVについて家長が相談を聞いてくれていたアリバイがあるにもかかわらず、そのことを知って夫が激怒し暴力を振るわれることを恐れ、警察に家長のアリバイを証言しなかった。また、自分が家長に会う直前に、もう一人喫茶店に来店していた人物がいて、その人物がアリバイを証言してくれると思っていたことからも証言を控えていた。
家長敏則
演 - 水澤紳吾（第9話）
戸田大和の父親。喫茶店「りんどん」の店主。15年前に起きた不動産店社長夫婦殺害事件の容疑者として指名手配されている。息子の大和に彼からの手紙が届いていることから逃走中と見られていたが、東神奈川署管内の雑木林で発見された白骨死体の歯形が家長と一致、死体の傍らから凶器と思われるシャベルも発見され、15年前に既に死亡していたことが判明する。
東海林隆三
演 - 住田隆（第9話・最終話）
喫茶店「りんどん」の元常連客。「りんどん」の跡地近くで工具店を営む男性。家長の遺体が発見されたニュースを見て、「りんどん」の跡地の様子を見に来たところを朱梨たちに出くわす。15年前、家長敏則と庭木由香子が喫茶店で二人きりで話をしていたのを目撃したことがある、と朱梨たちに証言する。
聞き込みの際、家長殺害のことを朱梨が確認すると不安の色を発していたことから、不審に思い事件当日のアリバイを再確認すると、実はアリバイ証言した友人が偽証していたことが判明する。警察が発表していない殺害の凶器がシャベルであることを認識しており、更に家長や鴨居に借金があったことがわかり、彼らを殺害していたことを自供する。また、家長殺害の捜査を行わせないよう、家長の名前で彼の息子・大和宛ての手紙を出し、家長が生存しているかのように偽装していた。
庭木紗良
演 - 久保乃々花（幼少期：鈴木結和）
由香子の娘。戸田大和の幼馴染で、不動産店社長夫婦殺害事件以降、疎遠になっていたが、偶然、彼と大学で再会する。事件当時のことを思い出させないよう大和との接触を控えていたが、風早が大和に事件のことをしつこく聴取していたことから、これ以上付きまとわないよう抗議する。
3年前に亡くなった父・元春の写真を朱梨から見せられた際、彼が母親に暴力を振るっていたことから恐怖の色を発する。彼女もまた、父が母に暴力を振るうことを危惧して、母が家長敏則と接触していたことを知りながら、これまで口外してこなかった。
鴨居圭、鴨居美保
演 - 田野良樹（第9話）、川島佐智子（第9話）
鴨居不動産の社長夫婦。15年前、朱梨の両親が殺害されたのと同じ日、事務所兼自宅で殺害される。現場に残された凶器から家長敏則の指紋が検出されている。
庭木元春
演 - 鶴田翔 
由香子の夫。3年前にガンで亡くなっている。実は生前、妻の由香子に暴力を働いていた。
タクミ
演 - 栫良太 
戸田大和の先輩。大和から暴行を受け頭部に大怪我を負うが、大和のおばから慰謝料を提示され、示談に応じている。

#### 第9話（S1）
棚田雅彦
演 - モロ師岡 
元東神奈川署刑事第3課 課長。心野陽介と小野寺の関係についての聴取に無言を貫く彼の目に、朱梨は「恐れ」を表す緑色を確認する。
雲川の芝居に乗せられ、東神奈川署在籍時、押収した薬物を裁こうとしていた小野寺にヤクザの幹部を紹介し、仲介料をせしめていたことを白状する。
女性警官
演 - 丸居みき飛
制服の女性警官。
被害者
演 - 塚原麻央（S2 第9話）、今関舞、九条みゆ、朝日響（S2 第9話）
掌に刃物で×（バツ）印をつけられた15年前の連続殺人事件の被害者。
館山さくら〈8〉
演 - 有香
15年前の東神奈川署管内で起きた誘拐事件の被害女児。

#### 最終話（S1）
容疑者
演 - 本間朋晃
風早が警察庁に戻った後、東神奈川署で朱梨から取り調べを受ける容疑者。

### ゲスト（S2）

#### 第1話（S2）
時田里菜
演 - 若月佑美（第2話）
朝比奈慶太をナイフで刺した傷害容疑で現行犯逮捕された会社員。
朝比奈慶太〈26〉
演 - 水石亜飛夢（第2話）
アイドルグループ「ブラスツ」の元メンバー。自宅マンションの駐車場で時田里菜に襲われ、一命をとりとめるも意識不明の重体となる。
橋岡未来
演 - 星乃夢奈
朝比奈慶太とのスキャンダルが報じられた10代タレント。実は彼と既に婚約している。
吉沢紘一
演 - 三島涼
朝比奈慶太が住むマンションの警備員。
参加者
演 - 安藤杏、串山麻衣、春園幸宏
二見が代表を務める自助グループの参加者。

#### 第2話（S2）
矢田部聡〈43〉
演 - 淵上泰史（中学生時代：志水透哉）
西塚中学に侵入し、刃物で教師3人を刺して逮捕される。犯行動機は体罰教師への制裁、と話すが、同校の卒業生であるため私怨ではないかと疑われる。
髙橋真人〈53〉
演 - 加瀬信行
足立区立西塚中学の体育教師。矢田部に刺されて意識不明の重体になる。生徒への体罰を調査されていた。
教師
演 - 堀丞
西塚中学教師。矢田部に刺されるも軽症で済む。
矢田部景子
演 - 吉澤実里
半年前に亡くなった聡の母。30年近く自宅で聡の介護を受けていた。
一ノ瀬伸明〈享年37〉
演 - 西中ひさあき（第5話 - 第10話）
自宅で死亡していたエンジニア。彼を殺した容疑者としてクリットが拘留される。
- 園田裕樹[75]

#### 第3話（S2）
染谷夏帆〈34〉
演 - 佐藤玲
成田ゆず季を殺害し、夫の迅を刺した容疑で逮捕される。迅とは大学のサークル仲間だった。
染谷迅〈34〉
演 - 落合モトキ
夏帆の夫。アプリ開発会社経営者。
成田ゆず季〈21〉
演 - 景井ひな
大学生。染谷迅の会社の受付アルバイトで、迅と不倫していた。
刑事
演 - 八代崇司（第4話）、宮島はるか（第4話）
二見智子殺害の件で紫織の行方などを朱梨に聴取する刑事。
半グレ
演 - 須森隆文（第4話・第6話）、星川祐樹（第4話・第6話・第7話）、阿邊龍之介（第6話・第7話）
滝沢晴馬を殴って脅す半グレ。
捜査一課長
演 - 高久慶太郎

男性
演 - 川野雄平
風早涼に『被害者　二見智子運営の犯罪被害者支援団体「安らぎの輪」に関する捜査報告書』を渡す男性。

#### 第4話（S2）
辺見環〈55〉
演 - 清水美砂
悠哉の母。主婦。事件当夜は早く寝たので、息子の悠哉には会っていない。
辺見恭平〈62〉
演 - 小林隆
悠哉の父。会社役員。事件当夜は1人で山梨にキャンプに行っていた。
辺見悠哉〈26〉
演 - 中尾暢樹
長谷川茉央殺害の参考人。実家住まい。事件当夜は自宅にいたが、家族と顔を合わせておらずアリバイがない。
長谷川茉央〈25〉
演 - 優希美青
辺見悠哉の婚約者。路上に停められた自家用車の中で紐のような物で首を絞められた遺体で発見される。
女子社員
演 - 佐藤菜奈子
長谷川茉央の同僚。彼女とは一緒に旅行に行くほど仲が良かった。
女性
演 - 藤本貴子
凶器の登山用ロープと血の付いた付け爪をゴミ置き場で発見し通報した女性。

#### 第5話（S2）
常松万理華〈27〉
演 - 田辺桃子（第6話）
フラワーショップ「Florist Willow」店長。店やネットで恋愛相談を受けており、話題になっている。相談者に恋愛指南マニュアルという名目の恋愛詐欺マニュアルを配っている、と噂されている。国武館大学を1年生の時に中退している。
梅本寧々〈20〉
演 - 中田青渚（第6話）
明峰学院大学 3年生。交通事故の参考人。渋谷健吾が死亡する直前、ホテル街を一緒に歩いていた。
渋谷健吾〈27〉
演 - 水間ロン（第6話）
外資系証券会社「Beneficial.Co」社員。交通事故の被害者。交差点で若い男性に突き飛ばされ、トラックに轢かれて死亡する。学生時代柔道をしており、9年前の強化合宿に参加していた。常松万理華と同じ国武館大学の同じ学部に在籍していた。
蓮沼太一〈21〉
演 - 福松凜（第6話）
明峰学院大学 3年生。梅本寧々の恋人。渋谷健吾を突き飛ばした被疑者。捕まえようとしただけで殺すつもりはなかった、と供述する。
上野千春〈47〉
演 - 横内亜弓（第6話）
ジムのトレーナー。ビルから転落して死亡する。9年前の柔道の強化合宿に女子チームのコーチとして参加していた。
馬場竜之介〈30〉
演 - 南川航輝（第6話）
会社経営者。港区の公園で刺殺される。学生時代柔道をしており、国武館大学の学生の時に関東代表に選ばれ、9年前の強化合宿に参加していた。
刑事
演 - 小西貴大
クリットの会社は日本では事業実績がなく、買い付けで来日したという話には疑問があると風早に報告する。
女子大生
演 - 久保由乃
明峰学院大学の学生。梅本寧々と蓮沼太一が付き合っていたという話は聞いたことがない、と話す。
女子高生
演 - 白上理桜
フラワーショップ「Florist Willow」の客。
- 寺田ムロラン[91]

#### 第6話（S2）
柳日奈子
演 - 岬あかり
国武館大学スポーツ健康学部に在籍していたが9年前中退し、その後、飛び降り自殺している。
大久保文則
演 - 伊森大祐
フラワーショップ「Florist Willow」店内で常松万理華と共に刺され、その後死亡する。
馬場の父
演 - 矢嶋俊作
公園で刺殺された馬場竜之介の父親。
管理人
演 - 田中優樹
9年前、柔道の関東代表が強化合宿をしていた施設の管理人。柔道部の選手たちの素行が悪く、その後使用禁止にしたと語る。

#### 第7話（S2）
設楽優吾
演 - 西山潤
美容専門学校「東京ビューティースクール」学生。藤原大貴に対する傷害事件で現行犯逮捕される。両親からは美容学校進学を反対されており、家出同然で上京していた。
藤原大貴〈19〉
演 - 堀家一希
美容専門学校「東京ビューティースクール」学生。設楽優吾にカミソリで切り付けられ負傷する。優吾とは良いライバル関係で、犯行の理由がまったく思い当たらない、と語る。
中野利江子
演 - 太田美恵
美容専門学校「東京ビューティースクール」教師。設楽優吾は特別優秀なので期待していた、と語る。
設楽潤一、奈緒子
演 - 岩本淳、得田舞美
上京してきた優吾の両親。
インタビュアー
演 - 羽村純子
山神を取材するインタビュアー。
学生
演 - 勝田彩月、木幡かの、原田悠希
設楽と藤原について語る、美容専門学校「東京ビューティースクール」の学生。

#### 第8話（S2）
溝口充希
演 - 冨手麻妙
ひかりの妹でマネージャー。リハーサルに現れないひかりを尾形と共に訪ね、彼女の遺体を発見する。2年前に母親が亡くなってからマネージャー業を引き継いでいる。幼い頃はひかりと共に子役として芸能活動をしていた。
溝口ひかり〈33〉
演 - 片山萌美
主演舞台を控えていた俳優。自宅浴室で溺死していた。母親が亡くなってから休養しており、次の舞台が復帰作になる予定だった。
尾形友也
演 - 田村健太郎
ひかりの恋人の舞台演出家。充希と共にひかりの遺体を発見する。
日下部玲香
演 - 池田朱那
舞台でひかりの代役を務めることになった若手俳優。
田代類〈48〉
演 - 品川祐
溝口ひかり死亡事件の参考人。ひかりの死亡時刻前後にマンションに出入りしていた。
多々良望
演 - 西原亜希（第9話 - 最終話）
山神淳の10年前の交際相手。
溝口真於子〈享年57〉
演 - 岩本麻代（写真）
充希とひかりの母。2年前、病死している。生前はひかりの個人事務所社長とマネージャーをしていた。昔は売れない女優だったが、充希の出産後は裏方にまわって娘たちのマネージャーをしていた。
記者
演 - 仙波恵理
充希に事件のことを尋ねる記者。

#### 第9話（S2）
堀之内修
演 - 長野博（第10話）
山神の会社から援助を受けている犯罪心理学の専門家。タイの犯罪に関する論文を多数執筆している。以前、科警研でプロファイラーとして捜査に関わっていた。稲垣伸之の殺害方法が堀之内が論文を書いた連続殺人事件と酷似していたため、参考人として聴取を受ける。
門倉凪咲
演 - 野内まる
堀之内の授業を受講している大学生。堀之内に対し、恐怖の感情を見せる。
稲垣伸之
演 - 別府由来
堀之内が勤める大学の学生。図書館裏で鉈で頭を割られ、両手首から先が欠損した遺体で見つかる。
刑事、鑑識官
演 - 酒井貴浩、渡辺慎一郎
稲垣伸之殺害事件の現場捜査をする刑事と鑑識官。

#### 第10話（S2）
山神さくら
演 - 永尾柚乃（乳児期：瀬脇捺愛）（最終話）
多々良望と山神淳の娘。チャーノン・サエタンが殺害された現場を目撃している。

#### 最終話（S2）
監察官
演 - 植木紀世彦
風早の聴取をする監察官。

## 用語

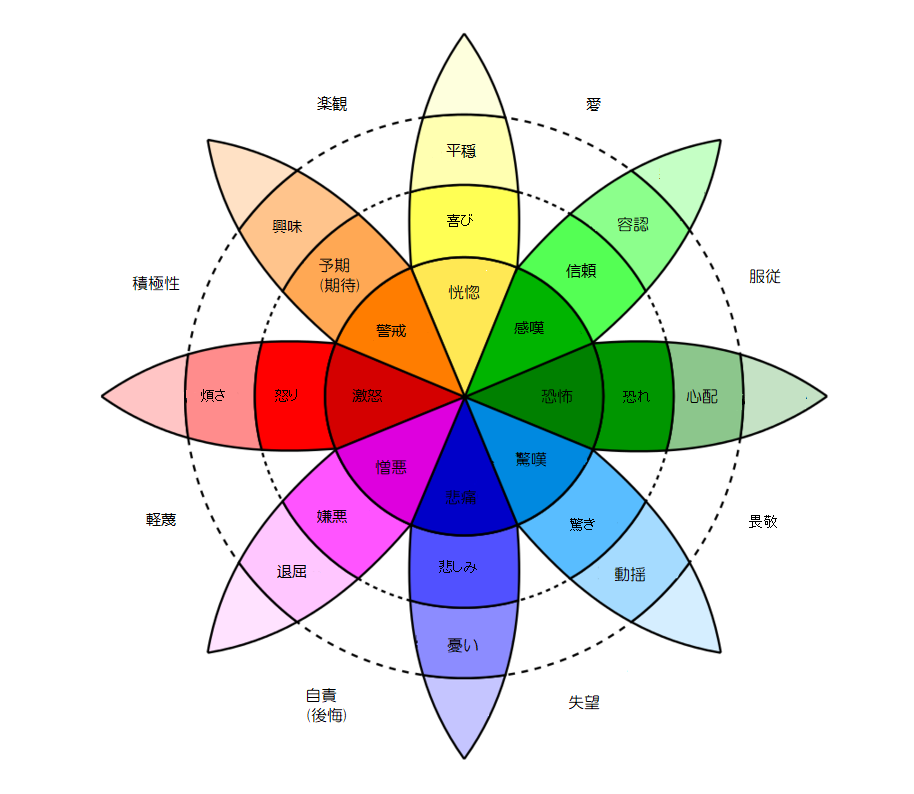
プルチックの感情の輪
アメリカの心理学者ロバート・プルチックが1980年に提唱した理論。色が「赤・青・黄」の原色を混ぜ合わせることで、多種多様な色を生み出す様に、感情も、基本となる8つの感情「オクトー」（ラテン語の"octo"、8の意味）「喜び・信頼・恐れ・驚き・悲しみ・嫌悪・怒り・期待」が混ざり合うことで様々な感情が誕生するという理論。

## スタッフ
- 脚本
  - S1 - 三浦駿斗、橋本夏
  - S2 - 三浦駿斗[2]
- 監督
  - S1 - 中茎強、松永洋一、林雅貴
  - S2 - 中茎強、伊野部陽平、田原秀雄、髙土浩二[2]
- 音楽 - 田熊理秀、ハセガワダイスケ
- 主題歌
  - S1 - I Don't Like Mondays.「重ね色」（rhythm zone）[5]
  - S2 - みゆな「あなたに抱きしめて」（A.S.A.B）[110]
- オープニング曲
  - S2 - PSYCHIC FEVER「Cold Rain」（LDH Records）[9]
- 音楽プロデューサー - 谷口広紀
- 心理学監修 - 田代信久
- 警察監修 - 石坂隆昌
- アクションコーディネーター - 柴原孝典
- チーフプロデューサー - 岡本浩一
- プロデューサー
  - S1 - 福田浩之、田原秀雄（AX-ON）、西紀州（AX-ON）、坪ノ内俊也（R.I.S Enterprise）
  - S2 - 福田浩之、伊藤愛、柴田裕基（AX-ON）[2]
- 制作協力 - AX-ON
- 制作著作 - 読売テレビ

## 放送日程

### Season1
| 各話              | 放送日         | サブタイトル                        | 脚本                    | 監督     |
| ----------------- | -------------- | ----------------------------------- | ----------------------- | -------- |
| Episode.1         | 2022年 7月07日 | 恋人の死に【期待】を抱く女          | 三浦駿斗                | 中茎強   |
| Episode.2         | 7月14日        | 愛する夫が心中したのに【喜ぶ】女    | 三浦駿斗                | 中茎強   |
| Episode.3         | 7月21日        | あおり運転に見えた謎の【信頼】?     | 三浦駿斗                | 松永洋一 |
| Episode.4         | 7月28日        | 笑う殺人看護師と悲しまない遺族の謎  | 橋本夏                  | 林雅貴   |
| Episode.5         | 8月04日        | 葬儀で人質事件! 【驚き】続ける犯人  | 三浦駿斗                | 中茎強   |
| Episode.6         | 8月11日        | 記憶喪失の殺人犯が隠す【恐れ】の謎  | 橋本夏                  | 林雅貴   |
| Episode.7         | 8月18日        | 動機なき殺人。全ての感情を捨てた女  | 橋本夏                  | 松永洋一 |
| Episode.8         | 8月25日        | 最終章へ! 2つの殺人事件が繋ぐ真実   | 三浦駿斗                | 林雅貴   |
| Episode.9         | 9月01日        | 親子対決! 父の死に隠された警察の闇  | 三浦駿斗 橋本夏（協力） | 中茎強   |
| The Final Episode | 9月08日        | 最終回!【黒い感情】が導く衝撃の結末 | 三浦駿斗                | 中茎強   |

- 第1話はテレビ大分・テレビ宮崎では40分遅れの時差ネット（8日0:39 - 1:34）で放送（7日22:00 - 23:34に『トークィーンズ拡大SP』〈フジテレビ系列の番組〉を同時ネットしていたため）。
- 第2話はテレビ大分・テレビ宮崎では15分遅れの時差ネット（15日0:14 - 1:09）に放送（14日22時台のフジテレビ系列番組『木曜劇場・純愛ディソナンス』が初回15分拡大放送〈22:00 - 23:09〉だったため）。

### Season2
| 各話              | 放送日          | サブタイトル                     | 監督       |
| ----------------- | --------------- | -------------------------------- | ---------- |
| Episode.1         | 2024年 10月03日 | 密会アイドルに【期待】する殺意   | 中茎強     |
| Episode.2         | 10月10日        | 体罰教師を襲った男に隠された闇   | 中茎強     |
| Episode.3         | 10月17日        | サレ妻が夫に見せる【恐れ】の理由 | 伊野部陽平 |
| Episode.4         | 10月24日        | 殺人容疑者家族が見せる狂気の感情 | 伊野部陽平 |
| Episode.5         | 10月31日        | 交通事故の裏にパパ活マニュアル?  | 中茎強     |
| Episode.6         | 11月08日        | 連続殺人の裏にヒマワリの怒り!?   | 中茎強     |
| Episode.7         | 11月14日        | 姉の殺人疑惑の裏にまさかの人物!  | 田原秀雄   |
| Episode.8         | 11月22日        | 【黒幕登場!】明かされる衝撃真実  | 髙土浩二   |
| Episode.9         | 11月28日        | 【衝撃の動機!】殺人犯に憧れた男  | 伊野部陽平 |
| Episode.10        | 12月05日        | 【最終章へ!】明かされる真実      | 中茎強     |
| The Final Episode | 12月12日        | 【衝撃最終回!】最後の感情捜査    | 中茎強     |

- 第1話はテレビ大分・テレビ宮崎では20分遅れの時差ネット（4日0:19 - 1:14）。
- 第2話はテレビ大分・テレビ宮崎では40分遅れの時差ネット（11日0:39 - 1:34）。
- 第3話はテレビ大分・テレビ宮崎では15分遅れの時差ネット（18日0:14 - 1:09）。
- 第6話は5分遅れの放送[112]。
- 第8話は5分遅れの放送[113]

## 配信ドラマ
『オクトー ～ふたつの家族～』（オクトー ふたつのかぞく）と題し、動画配信サービスHuluにて本編に繋がる全2話のオリジナルストーリーが独占配信された。
本編Episode.6放送終了後に配信予定の第1話（Episode.6.5）では朱梨の目の前にスポーツ整形外科を目指していた姉・紫織が、夢である医師の姿で現れるストーリーが、Episode.10（最終話）放送終了後に配信される第2話（Episode.10.5）では本編最終話から1年後のアフターストーリーが涼の目線で描がかれる。
シーズン2最終話放送後には『オクトーSeason2 最後の告白』と題されたオリジナルストーリーが同じくHuluにて配信。タイと日本にまたがった大きな事件解決後の警視庁捜査一課八係が舞台のほのぼのとした後日譚となっている。

### キャスト（配信ドラマ）
第1話（Episode6.5）
- 心野朱梨 - 飯豊まりえ[114]（第2話）（13歳時：渡邉心結）
- 心野紫織 - 松井玲奈[114]（第2話）

第2話（Episode10.5）
- 風早涼 - 浅香航大[114]
- 平安衛 - 船越英一郎[114]

最後の告白
- 坂東俊之介 - 浜野謙太[115]
- 滝沢美空 - 影山優佳[115]
- 今西湊人 - 岩瀬洋志[115]
- 心野朱梨 - 飯豊まりえ[115]

### スタッフ（配信ドラマ）
- 脚本 - 相馬光[116]、當銘啓太（最後の告白）[115]
- 監督 - 松永洋一[116]、田原秀雄（最後の告白）[115]
- チーフプロデューサー - 岡本浩一[116]
- プロデューサー - 伊藤愛[116]、田原秀雄[116]（AX-ON）、西紀州[116]（AX-ON）、坪ノ内俊也[116]（R.I.S Enterprise） 、廣田晃二（読売テレビ）[115]、柴田裕基（AX-ON）[115]
- 制作協力 - AX-ON[116]
- 制作著作 - 読売テレビ[116]

### 配信日程
| 話数  | 各話         | 配信日         | サブタイトル |
| ----- | ------------ | -------------- | ------------ |
| 第1話 | Episode.6.5  | 2022年08月12日 | 朱梨の夢     |
| 第2話 | Episode.10.5 | 9月09日        | 乾杯の約束   |
|       |              | 2024年12月13日 | 最後の告白   |